# Cave Spring (Virgínia)
Cave Spring és una concentració de població designada pel cens dels Estats Units a l'estat de Virgínia. Segons el cens del 2000 tenia 24.941 habitants.

## Demografia
Segons el cens del 2000, Cave Spring tenia 24.941 habitants, 10.997 habitatges, i 7.082 famílies. La densitat de població era de 814 habitants per km².
Dels 10.997 habitatges en un 27,6% hi vivien nens de menys de 18 anys, en un 54,2% hi vivien parelles casades, en un 7,9% dones solteres, i en un 35,6% no eren unitats familiars. En el 30,5% dels habitatges hi vivien persones soles el 10,1% de les quals corresponia a persones de 65 anys o més que vivien soles. El nombre mitjà de persones vivint en cada habitatge era de 2,26 i el nombre mitjà de persones que vivien en cada família era de 2,84.
Per edats la població es repartia de la següent manera: un 22,1% tenia menys de 18 anys, un 6,9% entre 18 i 24, un 27,9% entre 25 i 44, un 27,3% de 45 a 60 i un 15,8% 65 anys o més.
L'edat mediana era de 41 anys. Per cada 100 dones de 18 o més anys hi havia 86,6 homes.
La renda mediana per habitatge era de 51.182 $ i la renda mediana per família de 64.550 $. Els homes tenien una renda mediana de 43.350 $ mentre que les dones 29.242 $. La renda per capita de la població era de 30.318 $. Entorn de l'1,7% de les famílies i el 3,2% de la població estaven per davall del llindar de pobresa.

## Poblacions properes
El següent diagrama mostra les poblacions més properes.